# Monastère fortifié de l'abbaye de Lérins
Le monastère fortifié, ou tour-monastère, est un édifice situé en France sur la commune de Cannes dans le département des Alpes-Maritimes en région Provence-Alpes-Côte d'Azur.
Il est construit à partir de la fin du XIe siècle par l'abbaye de Lérins sur la côte sud de l'île Saint-Honorat dans la baie de Cannes afin de protéger l’île, le monastère et ses occupants.
L'édifice fait l’objet d'un classement au titre des monuments historiques depuis 1840.

## Historique
C'est vers 400-410, qu'Honorat et Caprais, se sont retirés sur l'île de Lérina, déjà citée par Pline l'Ancien, avec l'accord de l'évêque de Fréjus, Saint Léonce.

### Construction d'une tour, refuge des moines en cas d'attaque par les Sarrasins
Autour de 732, cinq cents membres de la communauté, y compris l'abbé, saint Porcaire, sont massacrés sur l'île au cours d'un raid de Sarrasins. Selon la tradition, l'un des rares survivants, saint Eleuthère rebâtit un nouveau monastère sur les ruines de l'ancien. Il est probable que l'abbaye soit provisoirement abandonnée jusqu'au départ des Sarrasins de Fraxinet, en 973. Cette menace sarrasine n'a pas disparu par la suite, car la Vita d'Isarn, abbé de Saint-Victor de Marseille, cite une attaque de l'abbaye de Lérins en 1046. L'abbaye est pillée et plusieurs moines sont emmenés en captivité en Espagne.
L'abbé Aldebert Ier commence la reconstruction de l'abbatiale Saint-Honorat. Elle est consacrée en 1088 par son successeur, Aldebert II, abbé de 1088 à 1103. C'est ce dernier qui commence la construction de la tour de défense, comme en témoigne une lettre datée de 1101 envoyée par Hildebert de Lavardin à l'abbé de Cluny. Il indique qu'il a quitté l'île avant une attaque de barbaresques qui tuèrent plusieurs moines, les autres s'étant réfugiés dans une tour.
On trouve dans la partie basse de la tour des blocs en grand appareil provenant d'une construction antique.
Les papes vont intervenir pour aider à la protection des moines de l'abbaye :
- Calixte II écrit une bulle, le 18 décembre 1120, dans laquelle il exhorte les chrétiens à secourir les moines de Lérins,
- le même pape, le 2 janvier 1121, écrit qu'ayant appris des moines la menace d'une expédition sarrazine contre l'abbaye, il accorde à ceux qui assurent sa défense jusqu'à la Saint-Michel une indulgence équivalant à celle d'un pèlerinage à Jérusalem.
- Le 27 décembre 1124, Honorius II renouvelle cette exhortation à défendre l'abbaye contre les «cruels». Il renouvelle les indulgences accordées à ceux qui participent à la défense de l'abbaye. Le pape demande à chacun de contribuer à la construction de la forteresse des moines.
- Le 5 janvier 1125, le même pape écrit aux évêques de Riez, Fréjus, Nice et Antibes pour qu'ils restituent trois églises à l'abbaye, dont « nos fils, l'abbé et les moines de Lérins, sont installés devant la gueule des Sarrasins, dans la crainte de la captivité, des chaînes et des périls de la mort ». Des moines de l'abbaye se sont rendus à la cour pontificale pour plaider leur cause.

La première tour a été construite progressivement de la fin du XIe siècle à la fin du premier quart du XIIe siècle. Les papes ont placé l'abbaye de Lérins au même niveau que Jérusalem. Cette première tour quadrangulaire est visible à l'intérieur de l'édifice, dans la partie inférieure de celui-ci, car elle a été doublée au XIIIe siècle après l'agrandissement vers l'est. Son mur oriental forme séparation d'avec la citerne du rez-de-chaussée et du cloître.

### Agrandissement vers l'est
La tour est agrandie (elle mesure 17 m de hauteur) d'un bâtiment de plus grande dimension vers l'est et la tour primitive est chemisée sur trois côtés avec des blocs en moyen et grand appareil avec bossages rustiques. En l'absence de textes décrivant les différentes phases de construction, celles-ci doivent être retrouvées par la lecture des différentes parties de l'ouvrage.
Il y a donc des différences d'appréciations dans les phases de constructions données dans l'article du Congrès archéologique de 2010 et celui de 1932. En 1932, Robert Doré décrit une construction en deux campagnes de cet agrandissement en commençant par une tour au sud-est puis cette tour aurait été agrandie vers le nord pendant une deuxième campagne qui a duré du dernier quart du XIIe siècle à la première moitié du XIIIe siècle. Dans l'article du Congrès de 2010, les auteurs admettent que la construction de cet agrandissement a été faite sur toute sa surface mais qu'il a dû s'achever par la partie méridionale où l'apparence de la maçonnerie semble indiquer deux campagnes distinctes.
Cette tour a d'abord un rôle défensif, mais son agrandissement important lui a donné une apparence de résidence qui est marquée par les grandes ouvertures faites dans le mur oriental, au deuxième niveau. Ces ouvertures éclairent une vaste salle, sorte de aula. C'est à ce niveau que se trouve la chapelle Sainte-Croix.
C'est ce rôle défensif du château que rappelle le pape Adrien IV dans une lettre du 13 juin 1158 aux consuls et au peuple de Grasse dans laquelle il les prie de secourir les moines contre les Sarrasins ou de perfides chrétiens en cas d'attaque du monastère ou d'un de leurs châteaux.
Le pape Lucius III accorde le 5 mai 1182 ou 1183 une bulle aux moines exhortant les fidèles à les aider à se fortifier car ils manquent de ressources.
Les constructions entreprises par les religieux commencent à peser sur leurs ressources financières. En 1241, l'abbé doit vendre la seigneurie de Roquefort-les-Pins aux habitants de Saint-Paul-de-Vence pour désendetter l'abbaye. 
Installation d’un système de signalisation par des feux entre la tour du monastère fortifié et celle du Suquet, en 1327.

### Le monastère fortifié

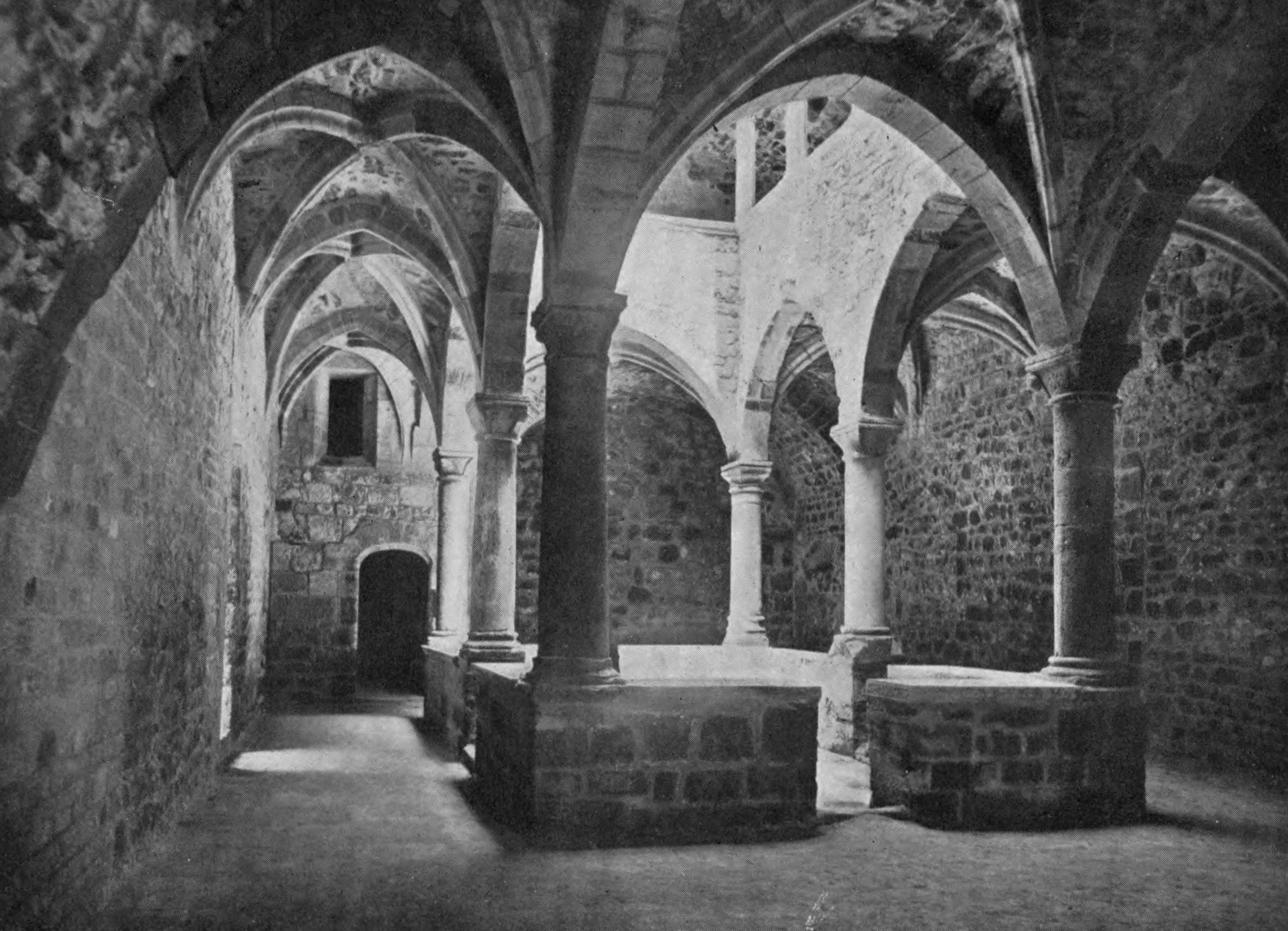
Le cloître inférieur

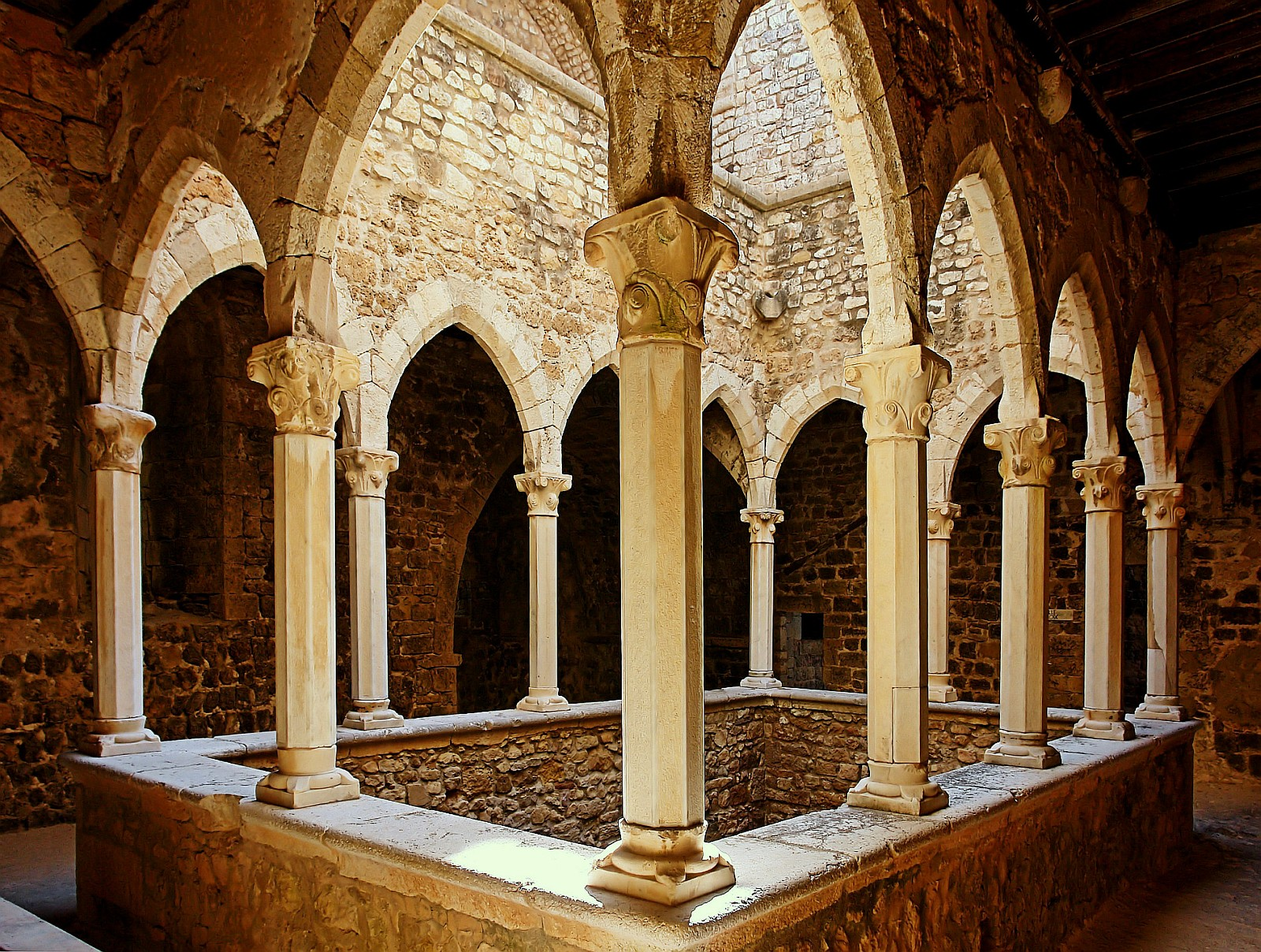
Le cloître supérieur

À partir de 1390, c'est dans la chapelle de la forteresse qu'ont lieu les professions de foi monastiques. Le 20 janvier 1392, les reliques de saint Honorat venues d'Arles sont déposées dans la tour. La chapelle Sainte-Croix est consacrée le 14 septembre 1392. La chapelle devient alors le saint des saints de l'abbaye comme l'indique une inscription du XVe siècle.
C'est probablement la volonté de transformer le bâtiment construit contre la tour primitive pour en faire un cloître qu'un troisième agrandissement est effectué au sud de la tour pour compenser la perte d'espace. De ce troisième bâtiment n'ont été conservés que le rez-de-chaussée et le premier étage qui ont été une citerne et le réfectoire. Le second étage, détruit, au contact de la chapelle Sainte-Croix, devait servir de sacristie. Ces parties ont été construites par le moine Jean Castol, ouvrier du monastère, d'après Vincent Barralis.
Le chantier des deux cloîtres superposés commence par la construction d'un nouvel escalier, peu avant 1450. Cette construction est terminée en novembre 1459 d'après les comptes de l'ouvrier du monastère. Les marches sont faites en pierres rouges de l'Estérel apportées depuis Théoule, en 1460-1461. Le sol qui devait servir de fondation au cloître est creusé entre mai et octobre 1460 pour y installer une nouvelle citerne. Celle-ci est voûtée et dallée.
Entre 1460 et 1464, les ouvriers travaillent à l'aménagement des galeries du cloître inférieur. Les colonnes ont été apportées en février 1460. Ce sont des fûts en réemploi. Une d'elles est une borne milliaire. Faute d'argent, le chantier est arrêté du 29 juin 1462 au 3 janvier 1463. Le voûtement est entrepris en 1463-1464. Le chantier du rez-de-chaussée est terminé le 31 octobre 1464. Les travaux sont interrompus en 1465 faute d'argent.
Les travaux du cloître supérieur commencent en mars 1466. Isnard Gras entreprend de construire du cloître et des arcs diaphragmes devant supporter la charpente. Les douze colonnes en marbre et leurs chapiteaux sont apportés de Gênes le 28 janvier 1467. Une épidémie de peste touche les moines en 1467. Le 23 mai 1468 le maître fustier et ses deux compagnons ont fini la pose de la charpente et de la couverture. Par manque d'argent, le chantier s'arrête jusqu'au 6 février 1469. Le cloître supérieur est terminé en décembre 1470.
C'est probablement le coût élevé de la construction du château et de sa transformation en monastère fortifié qui explique l'absence de remaniements de l'église abbatiale.
À la fin du Moyen Âge, le monastère fortifié va concurrencer les autres bâtiments monastiques qui ont été peu à peu désaffectés. Les religieux vont résider dans la tour jusqu'en 1788. 
En 1613, dom Vincent Barralis Salerne (moine à l'abbaye de Lérins, né à Lucéram dans la seconde moitié du XVIe siècle) publie à Lyon la Chronologia Sanctorum & aliorum virorum Illustrium, at Abbatum Sacrae Insula Lerinensis qui donne la première description du monastère fortifié qui comprend alors 90 pièces, soit 30 cellules (en), une église, trois chapelles permettant de recevoir entre 15 et 30 moines.

### Nouvelles attaques contre l'abbaye

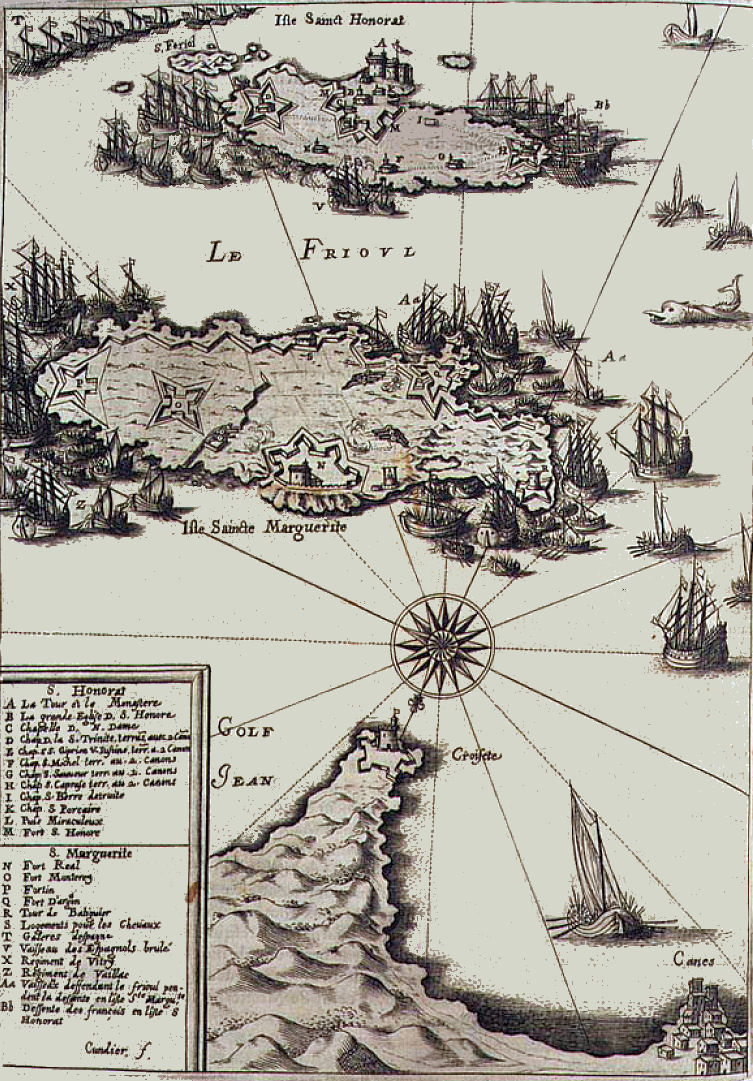
Gravure représentant le siège des îles de Lérins par les troupes françaises en 1637 et les différentes fortifications construites par les Espagnols à partir de 1635 sur les deux îles. Le monastère fortifié et l'abbaye ont été entourés d'une fortification.
Sur le cap de la Croix se trouve le fort Croisette qui a donné son nom à la promenade de la Croisette.
Chorographie ou description de Provence, tome 2, page 902 par Honoré Bouche

En 1400, le monastère est saccagé par les corsaires génois commandés par un certain Salageri de Nigro. Par la suite, la tour est défendue en permanence par des serviteurs, puis, à partir de 1437, par des soldats provençaux, et, en 1481, par des soldats français, qui résident en permanence dans les étages supérieurs du monastère fortifié.
L'abbaye est mise en commende en 1464.
L'abbaye est réunie à la Congrégation de Sainte-Justine et du Mont-Cassin, en 1515. Les premiers moines arrivent le 3 mai 1516.
En 1524, la flotte espagnole occupe l'île, saccage et pille l'abbaye.
Au XVIe siècle a été ajoutée une barbacane pour renforcer la défense de la tour. 
Quand les Espagnols occupent les îles de Lérins, en 1635, le monastère et l'abbaye vont être englobés dans une fortification de l'île Saint-Honorat obligeant les moines à trouver refuge à Vallauris. Le roi de France décide de réunir l'abbaye à la congrégation de Saint-Maur, en 1638, malgré l'opposition du pape.
L'île a été occupée par les troupes françaises et des troupes des pays auxquelles elles s'opposent au gré des conflits.
En 1746, le capitaine qui défend la tour doit se rendre aux troupes austro-sardes.

### Sécularisation de l'abbaye
En 1787, l'abbaye est sécularisée au profit de l'évêque de Grasse. Elle ne comptait plus alors que 4 moines.
L'île Saint-Honorat et le monastère sont achetés en 1791 par Jean Alziary de Roquefort. Sa fille, l'actrice Marie-Blanche, connue sous le nom de Sainval, réside dans le monastère fortifié jusqu'en 1817. Ses héritiers vendent en 1830 à un commerçant de Vallauris, Jean-Louis Sicard. Ils deviennent ensuite la propriété d'un pasteur anglican, le révérend Henry Belmont Smith qui a entrepris de construire à Cannes, en 1854, le château de La Bocca, aujourd'hui détruit. En 1859, Mgr Henri Jordany, évêque de Fréjus rachète l'île Saint-Honorat pour la somme de 55 000 francs. L'abbaye est restaurée à partir de 1869.
Le monastère fortifié fait l’objet d’un classement par liste au titre des monuments historiques en 1840.
La tour-monastère de l'abbaye de Lérins fait actuellement l'objet d'une importante campagne de restauration qui a débuté en 2020.

## Description
La porte est à 4 m au-dessus du sol. On y accédait par une échelle maintenant remplacée par un escalier de pierre. En face de l'entrée, un escalier mène au cellier voûté en berceau. 
Au 1er étage se trouve le « cloître du travail », aux arcades ogivales et aux voûtes des XIVe siècle et XVIIe siècle (l'une des colonnes est une borne milliaire romaine). 
Le « cloître de la prière » au deuxième étage, à colonnettes de marbre blanc donne accès à la chapelle de la Sainte-Croix, haute salle voûtée d'ogives appelée encore « le Saint des Saints » en raison des nombreuses reliques qu'elle renfermait.